# Hečka
Hečka je potok v Dolním Zemplíně, v jihozápadní části okresu Trebišov. Je to levostranný přítok Roňavy, měří 6,1 km a je tokem V. řádu.
Pramení v Zemplínských vrších v oblasti Javora, na jihovýchodním svahu Halovské hory (299,9 m n. m.) v nadmořské výšce přibližně 240 m n. m. Na horním toku teče jihozápadním směrem, protéká vedle areálu bývalých lázní na levém břehu (vznikly v 18. století při vývěrech léčivých minerálních pramenů, léčila se zde revmatická onemocnění, později zanikly) a vtéká do odlesněných prostoru tzv. Roňavské brány. Zde přibírá nejprve krátký levostranný přítok z východního svahu vrchu Hečka (169,0 m n. m.) a pak pravostranný přítok pramenící východně od obce Luhyňa. Následně se stáčí a pokračuje severojižním směrem. Na dolním toku už opět teče jihozápadním směrem, teče v blízkosti obce Čerhov na levém břehu, z pravé strany přibírá vedlejší, intenzivně meandrující rameno Roňavy, a západně od obce, na slovensko-maďarské hranici, se v nadmořské výšce cca 117,5 m n. m. vlévá do Roňavy.